# Río Quinto
El río Quinto es un río de carácter endorreico de Argentina, que recorre el centro de la provincia de San Luis y el sur de la provincia de Córdoba, conocido además como Popopis.

## Nacientes
Su naciente se puede establecer en dos puntos diferentes, según el criterio que se utilice: según el criterio de la vertiente más caudalosa, nace de los manantiales ubicados en los faldeos meridionales del cerro Retama, montaña de 2214 metros de altura sobre el nivel del mar (33°02′21″S 66°10′33″O / -33.03917, -66.17583), ubicado en la Sierras de San Luis, en la provincia homónima.
Si en cambio se considera como su curso alto a aquel que discurre por la principal línea de falla, su nacimiento es en el faldeo meridional del Cerro Tomolasta, de 2020 m s. n. m., (32°46′36″S 66°01′41″O / -32.77667, -66.02806), a pocos kilómetros de la antigua mina de oro La Carolina, en la provincia de San Luis.

## Recorrido

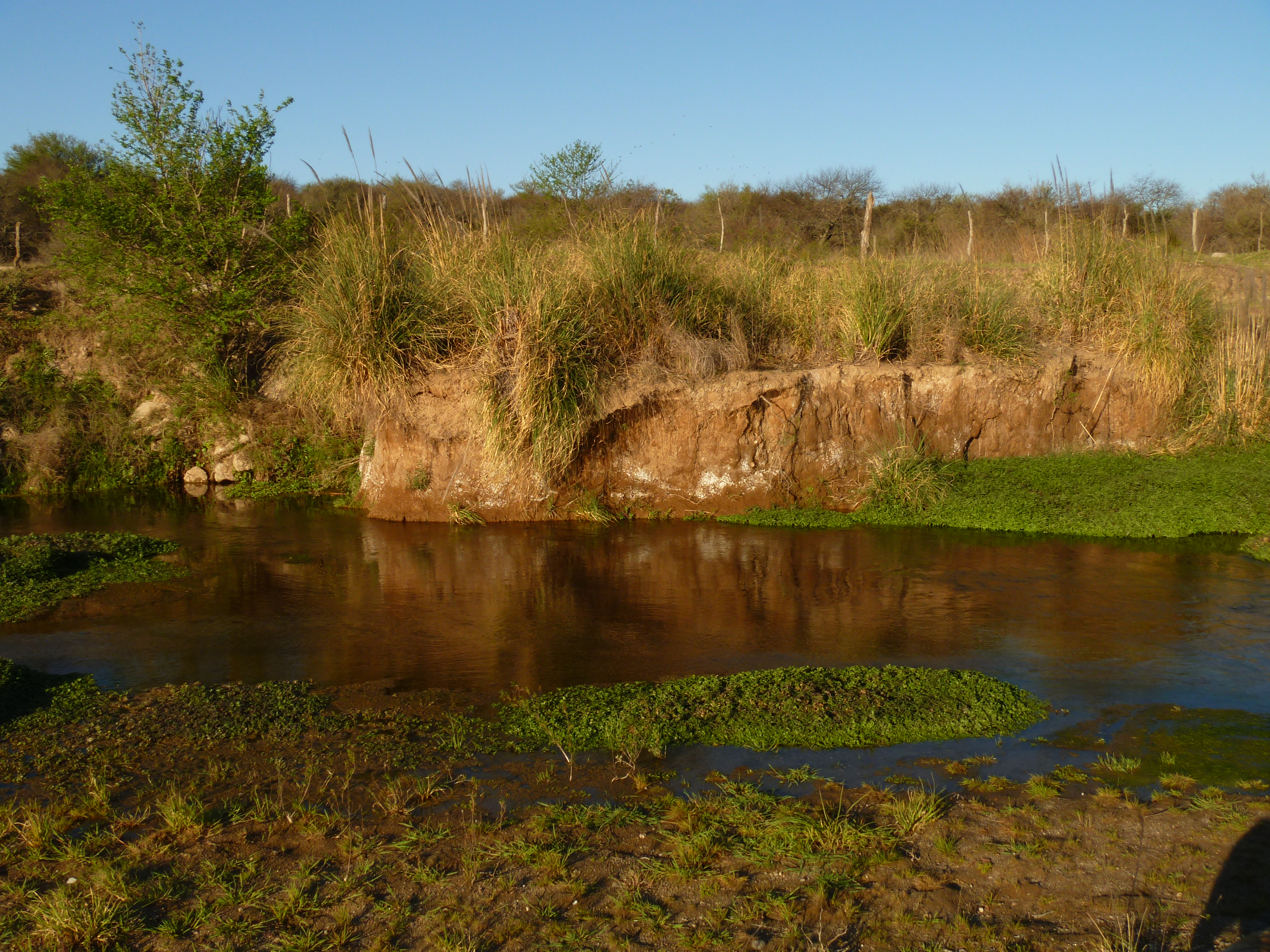

Tras orillar Villa Mercedes, donde el ancho de su cauce es de 45 metros, el río Quinto pasa a orillas de Villa Reynolds y Justo Daract; a unos 10 km de esta última, ingresa en el sur de la provincia de Córdoba hacia los 33° 55′ S y prosigue hasta alcanzar una depresión geomorfológica en donde forma humedales y lagunas, conocidos como Bañados de la tierra, antiguamente "laguna Amarga". Es en esta zona donde durante períodos de escasa pluviosidad, este río se subsume, desapareciendo superficialmente.

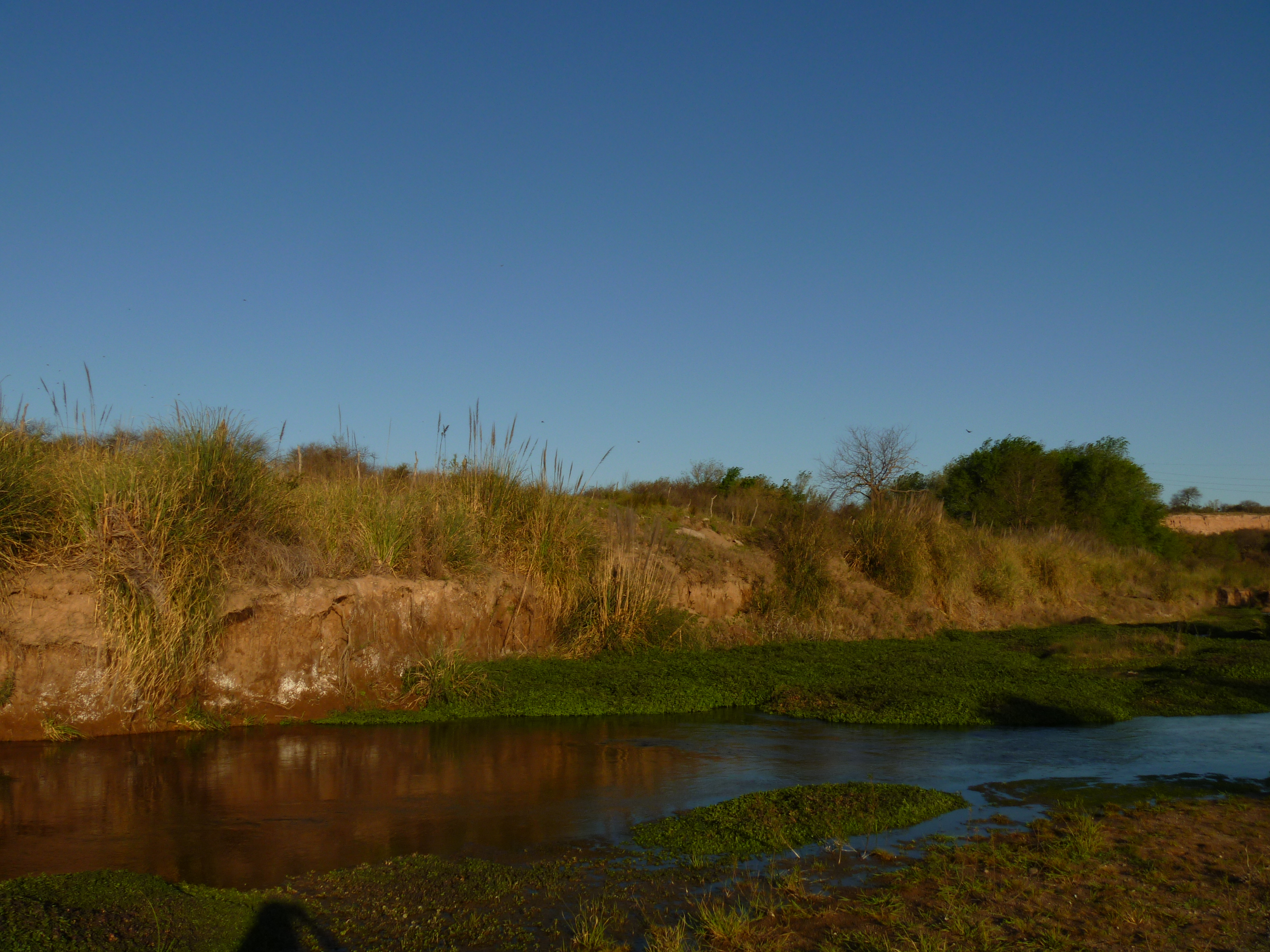

Sin embargo, durante los períodos húmedos, el río Quinto sobrepasa ampliamente los Bañados de la Amarga, y a través de un cauce poco preciso toma dos direcciones o "brazos". La primera es la Noreste o "Brazo Norte" que aporta sus aguas al Bañado del Destino en los límites de las provincias de Córdoba y Santa Fe. Mucho más importante es el brazo que toma la dirección sur pasando por las localidades cordobesas de Jovita e Italó e ingresando en la provincia de Buenos Aires en las cercanías de Banderaló, anegando los territorios próximos a las ciudades de General Villegas, América, y Trenque Lauquen. Desde aquí, con curso bastante divagante, el río Quinto tuerce hacia el Noreste, pasando entonces sucesivamente por las proximidades de Pehuajó, Carlos Casares, 9 de Julio y Bragado confluyendo con el río Salado bonaerense en las cercanías de Mechita. De este modo, siendo el río Salado bonaerense un afluente de la Cuenca del Río de la Plata, transitivamente, también el río Quinto lo es. Desde inicios del presente siglo la conexión superficial entre el río Quinto y el río Salado ha sido reactivada en gran medida a través del Canal Arturo Jauretche.

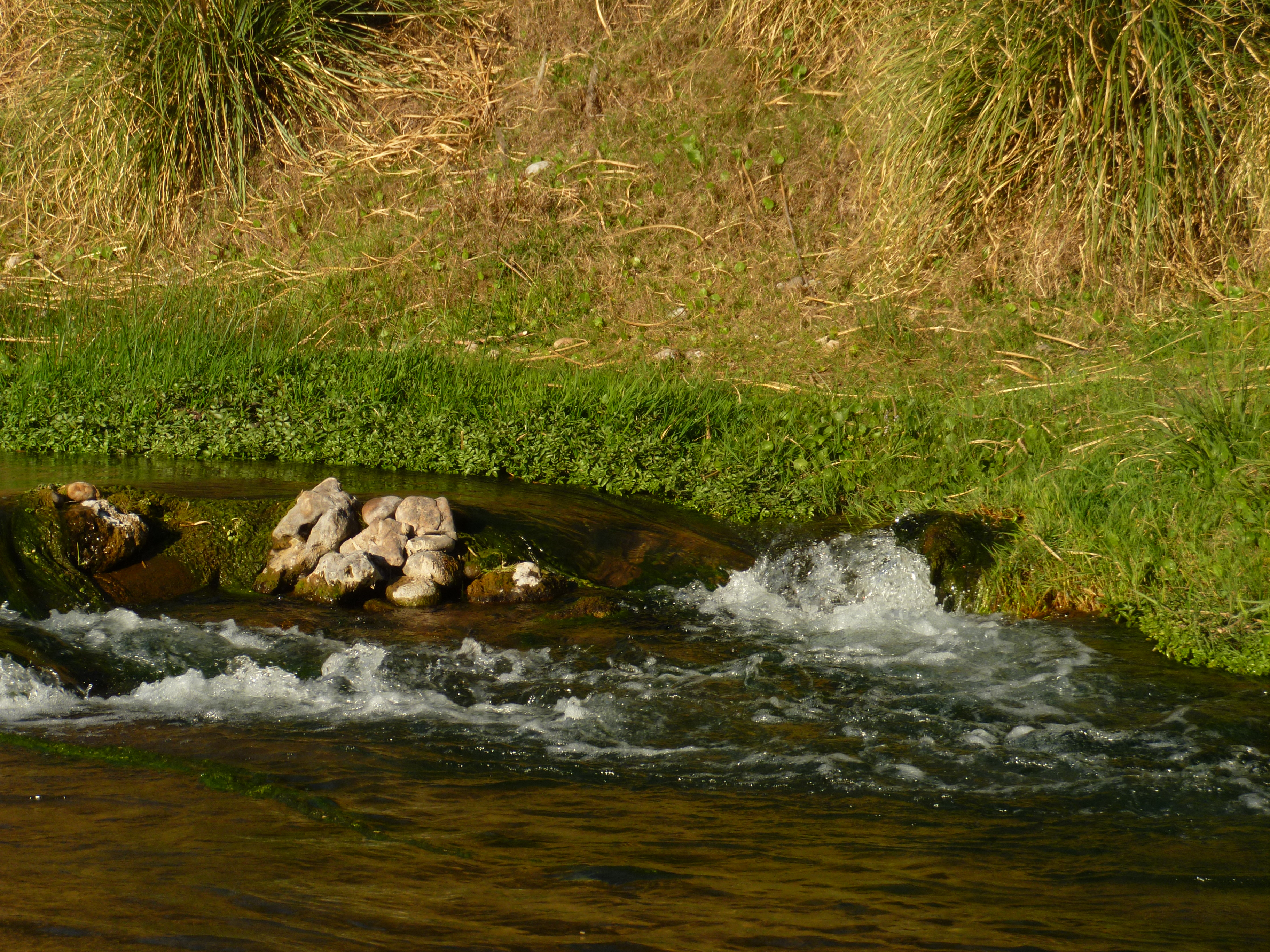

## Longitud
La longitud del tramo del río Quinto cuando sólo forma una cuenca endorreica es de unos 375 km, en cambio cuando llega a confluir con el río Salado alcanza una longitud de aproximadamente 878 km.

## Etimología
El nombre ordinal "Quinto" proviene del hecho de que fue el quinto río importante que encontraron los conquistadores que avanzaron hacia el Sur desde la ciudad de Córdoba.